# Issie
Issie (イッシーIsshī) es un monstruo lacustre japonés legendario que se dice que habita el lago Ikeda, en la isla Kyūshū. Es descrito como un saurio en aspecto. El nombre está formado en analogía con "Nessie" (el monstruo del lago Ness).

## Mitología
Según la mitología, Issie era una yegua blanca que había tenido un potro, y vivían juntos en la orilla del lago Ikeda. Pero cuando el potro fue secuestrado por un samurái e Issie fue incapaz de encontrarlo, saltó al lago y, en su desesperación, se transformó en una gigante, bestia reptil, la cual desde entonces frecuenta la superficie, intentando encontrar su hijo perdido.

## Evidencia
La criatura según se dice fue fotografiada en 1978, por un hombre de nombre "Señor Matsubara".  Otras veinte personas según se dice también vieron a la criatura en 1978, la cual  describieron como negra y de aproximadamente 5 metros (16.4 pies)  nadando en el lago.  En 1991, otro visitante capturó  imágenes de vídeo de la presunta criatura de aspecto extraño y se estimó ser de al menos 30 metros (98.4 pies) de largo.

## En la cultura popular
En Godzilla, Mothra, King Ghidorah: Daikaijū Sōkōgeki, Issie es mostrado como una larva de Mothra.